# کامی لو من
کامی لو من (فرانسوی: Camille Le Menn‎؛ زادهٔ ۲۳ فوریهٔ ۱۹۳۴) دوچرخه‌سوار اهل فرانسه است.